# Vladimir Gajdarov
Vladimir Gajdarov Gajdarov (Poltava, 25 luglio 1893 – San Pietroburgo, 17 novembre 1978) è stato un attore e regista russo.

## Biografia
Nato a Poltava, nell'allora Impero russo, Gajdarov studiò filosofia all'Università di Mosca prima di intraprendere la carriera teatrale. Nel 1914 fu ammesso allo studio del Teatro d'arte di Mosca, dove conobbe la futura moglie, Olga Gzovskaya. Debuttò nel cinema nel 1915 e divenne rapidamente una figura prominente nel panorama cinematografico russo.
Nel 1920, insieme alla moglie, emigrò in Germania, dove continuò la sua carriera cinematografica, recitando in numerosi film tedeschi e francesi. Nel 1930 fondò la propria casa di produzione, la "Vladimir Gaidarov Film GmbH", e diresse il film Wellen der Leidenschaft.
Rientrato in Unione Sovietica nel 1932, inizialmente faticò a trovare lavoro a causa del suo passato da emigrato. Solo nel 1938 fu ammesso nella compagnia del Teatro Accademico Drammatico Statale di Leningrado, dove lavorò fino al 1968. Nel 1940 fu insignito del titolo di Artista del Popolo della RSFSR e nel 1950 ricevette il Premio Stalin.
Gajdarov morì a Leningrado nel 1978 e fu sepolto nel cimitero di Komarovo.

## Filmografia parziale
- Father Sergius (1917)
- Die Gezeichneten (1922)
- The Burning Soil (1922)
- The Man in the Iron Mask (1923)
- Tragedy of Love (1923)
- Helena (1924)
- Manon Lescaut (1926)
- Michel Strogoff (1926)
- The White Slave (1927)
- The Woman on the Rack (1928)
- Rasputin (1928)
- Night Convoy (1932)
- Stalingradskaya bitva I & II (1949)
- Geroite na Shipka (1955)
- Bare et liv – historien om Fridtjof Nansen (1968)